# Tomáš Břínek
Tomáš Břínek alias TMBK (* 4. října 1981) je český grafik, fotograf a hudebník.

## Život
Proslavil se satirickými kolážemi, které publikuje na Facebooku, Instagramu a Twitteru. Od dubna 2018 spolupracoval s časopisem Reflex, ilustroval knihu Továrna na debilno a získal cenu Křišťálová Lupa 2019. V říjnu 2022 začal spolupracovat s publicistickou sekcí webu Seznam Zprávy.
Studoval fotografii na Soukromé střední odborné škole umění a managementu v Praze. 
Hudebně působil rovněž v kapelách Lety Mimo a The Slots.
Mezi 12. zářím a 11. říjnem 2020 pořádal kontroverzní výstavu s názvem Českoland. Výstava se konala v podzemních prostorách v Orea Hotelu Pyramida v Praze.
Jeho manželkou byla od roku 2011 dcera Haliny Pawlowské Natálie (* 1981), se kterou má syna Huga (* 2011). Po deseti letech došlo k rozvodu.    